# Suzuki Ertiga
Suzuki Ertiga — серія багатоцільових автомобілів (MPV), що випускаються японським автовиробником Suzuki з 2012 року.  
Модель першого покоління значною мірою базується на Swift, тоді як модель другого покоління, представлена в 2018 році, стала більшою та заснована на платформі HEARTECT.  
Версія в стилі кросовера була представлена в 2019 році як окрема модель під назвою Suzuki XL6 в Індії та Suzuki XL7 для світових ринків. Найбільшими ринками для Ertiga є Індія та Індонезія, де в основному виробляється модель. Автомобіль також експортується на інші ринки Південної та Південно-Східної Азії, а також на кілька ринків Африки, Близького Сходу, островів Тихого океану, Карибського басейну та Латинської Америки. 
Протягом своєї історії Ertiga змінював маркування різними автовиробниками. Модель першого покоління продавалася в Індонезії через дилерську мережу Mazda за угодою OEM як Mazda VX-1 з 2013 по 2017 рік, а з 2016 по 2019 рік збиралася та продавалася в Малайзії компанією Proton як Proton Ertiga. Модель другого покоління також продається Toyota як Toyota Rumion з 2021 року.
Назва «Ertiga» походить від «R-tiga», вимови «R3» індонезійською мовою, де «tiga» означає «три», а «R» означає «рядок», посилаючись на трирядну кількість місць.

## Перше покоління (ZE; 2012)

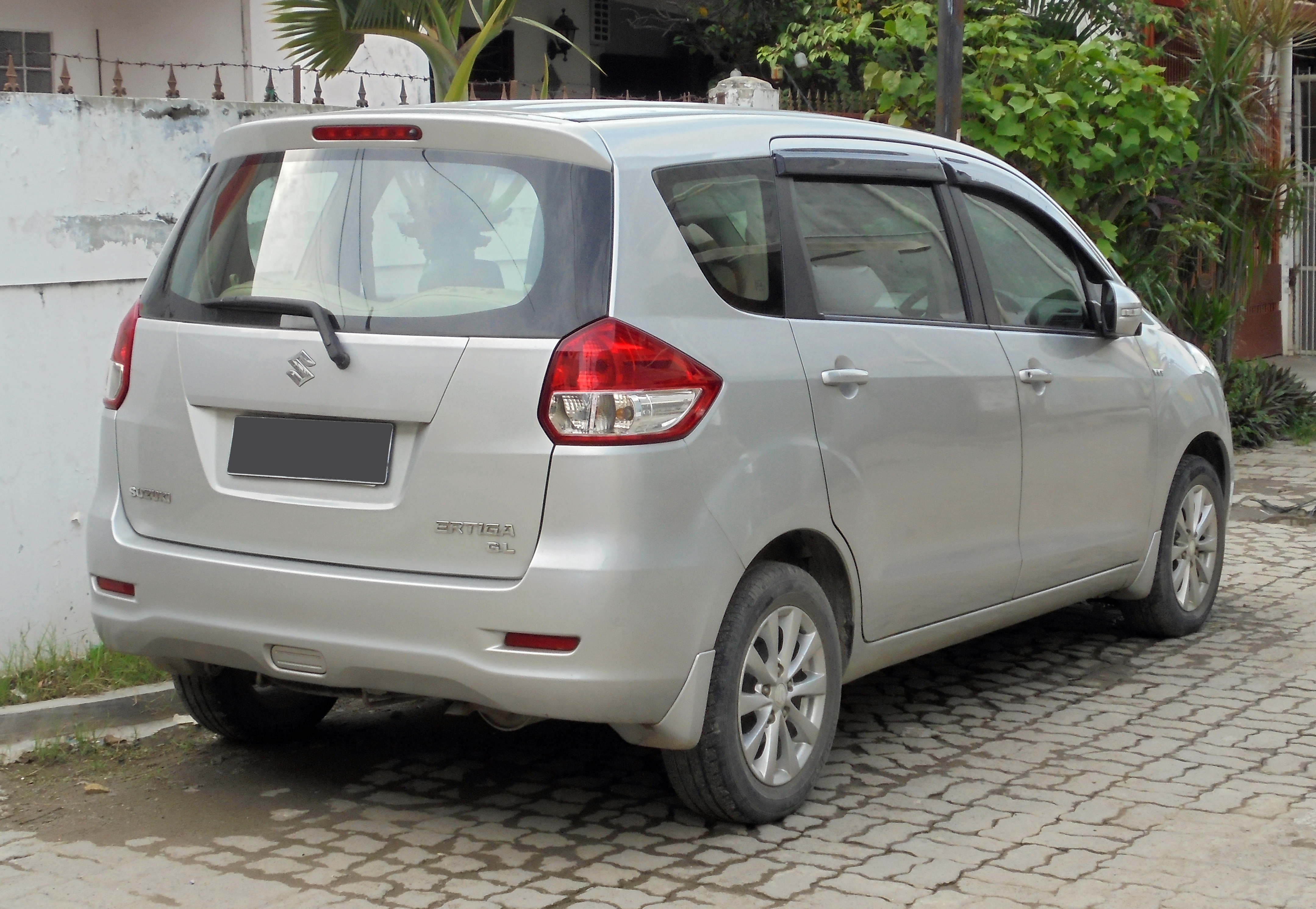

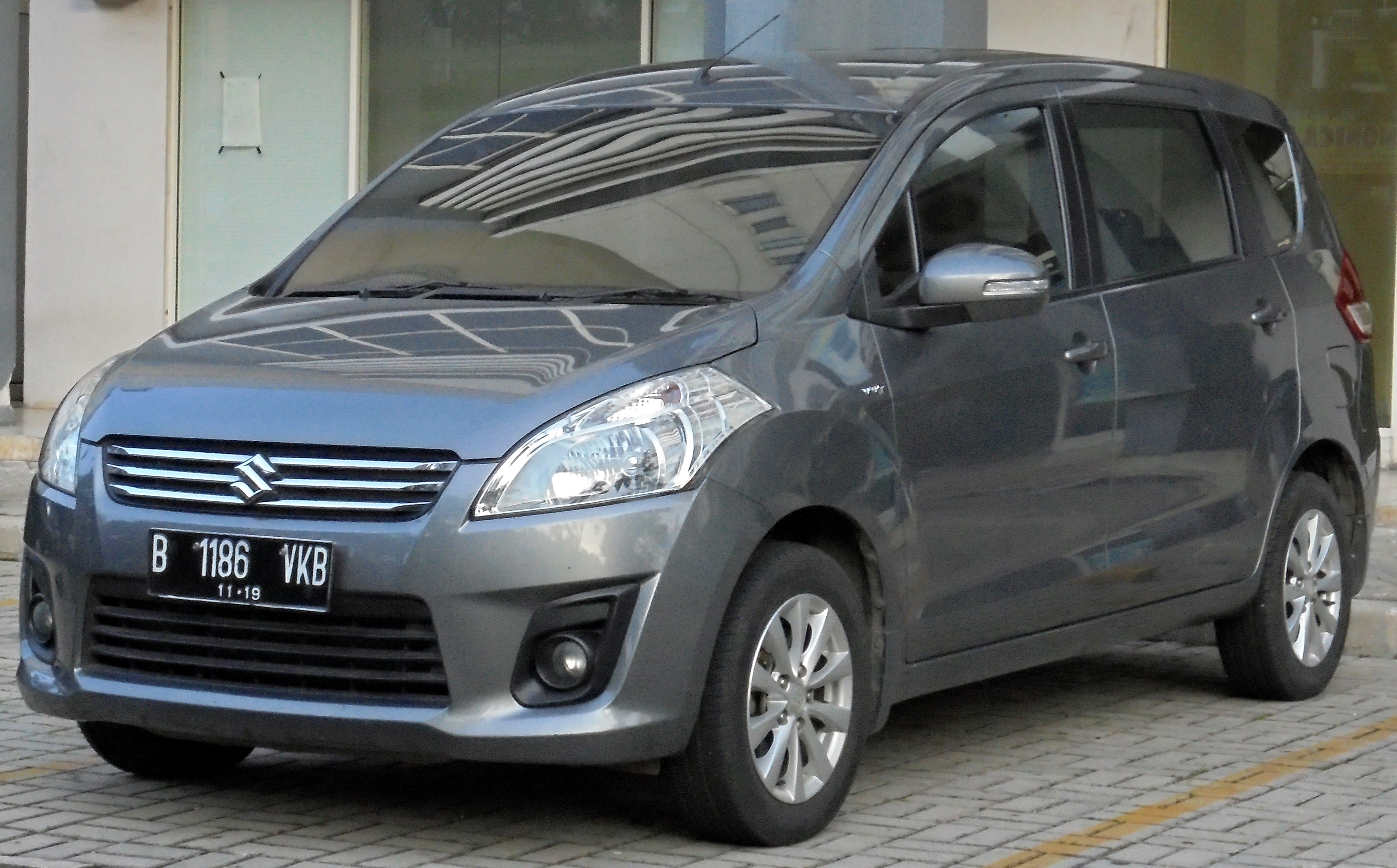

Ertiga був представлений концепт-каром R-III (R3), представленим Maruti Suzuki на Auto Expo 2010 року. Серійну версію автомобіля було представлено на 11-й виставці Auto Expo в Нью-Делі 6 січня 2012 року. Він був запущений в Індії 12 квітня 2012 року  та в Індонезії 22 квітня 2012 року  Він став доступним у Південній Африці 9 червня 2014 року та на Філіппінах 17 липня 2014 року. Його розробкою керував головний інженер Тошікацу Хібі. Maruti Suzuki оголошує, що це буде перший LUV (Life Utility Vehicle).

Ertiga першого покоління побудована на платформі субкомпактного автомобіля Swift. З травня 2013 року по березень 2017 року він був перейменований в Індонезії як Mazda VX-1, а також збирався та продавався в Малайзії як Proton Ertiga з листопада 2016 року по серпень 2019 року. За весь термін випуску VX-1 було продано лише 1640 екземплярів.  

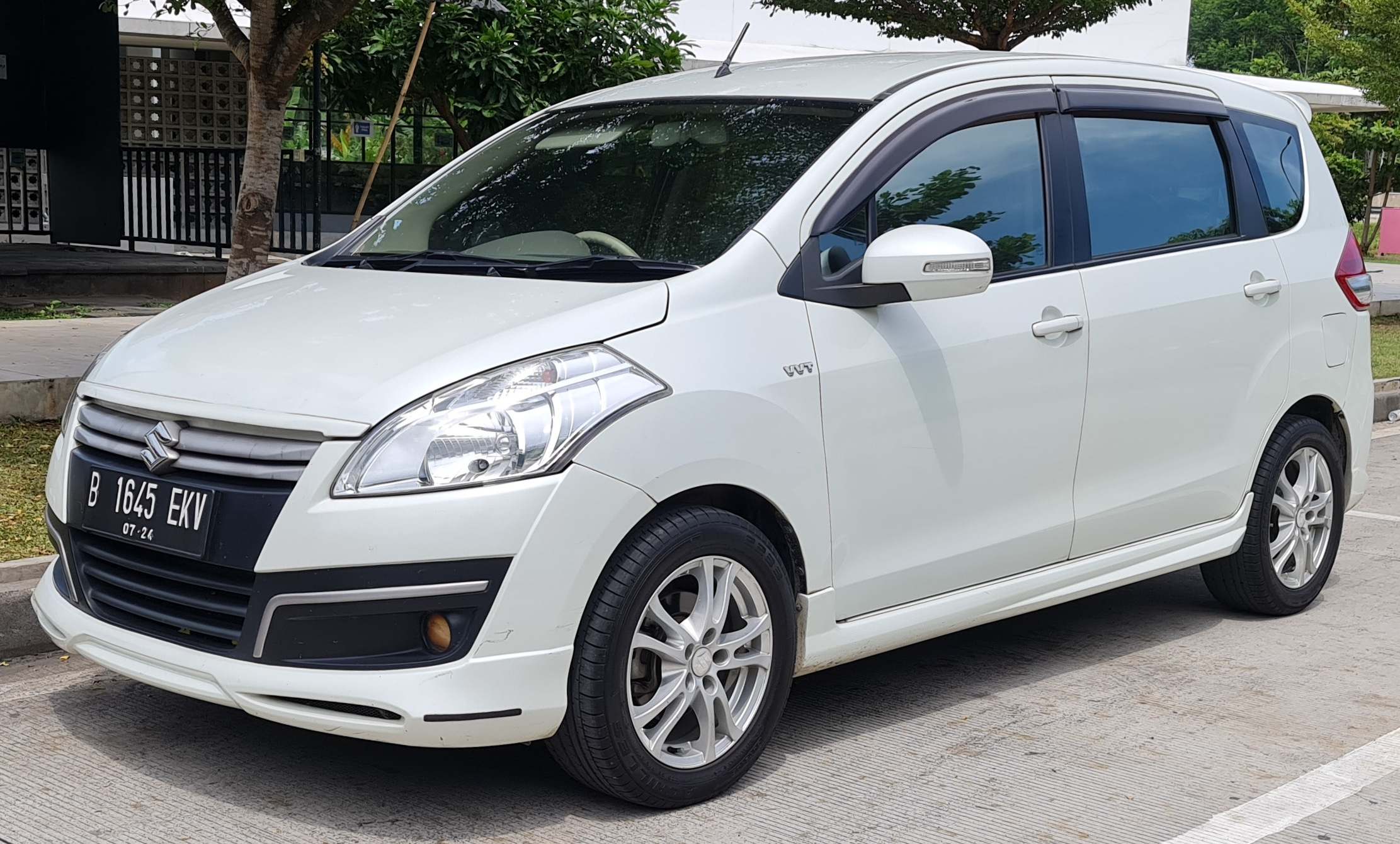
2014 Ertiga GL Sporty (до рестайлінгу, Індонезія)
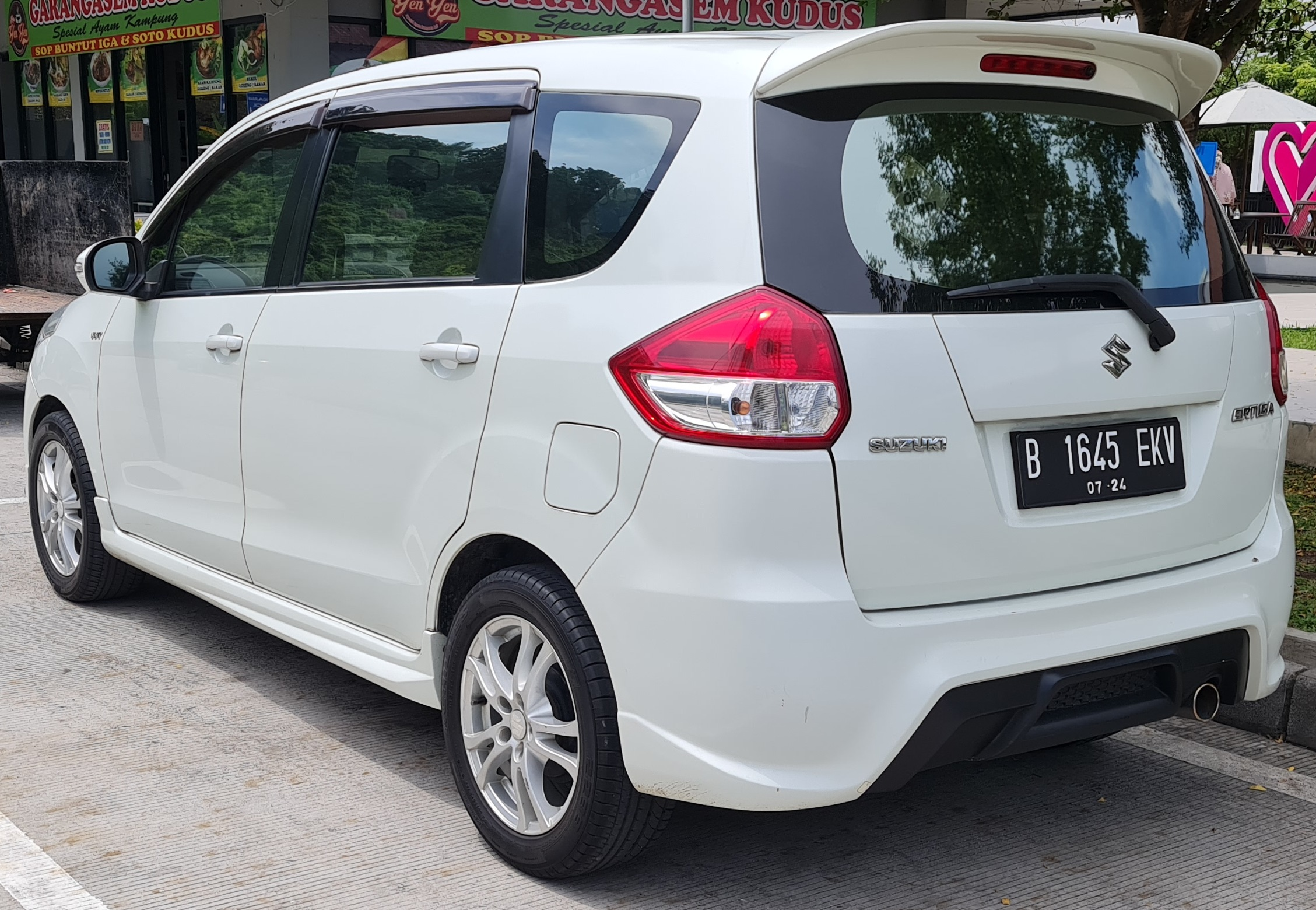
2014 Ertiga GL Sporty (до рестайлінгу, Індонезія)
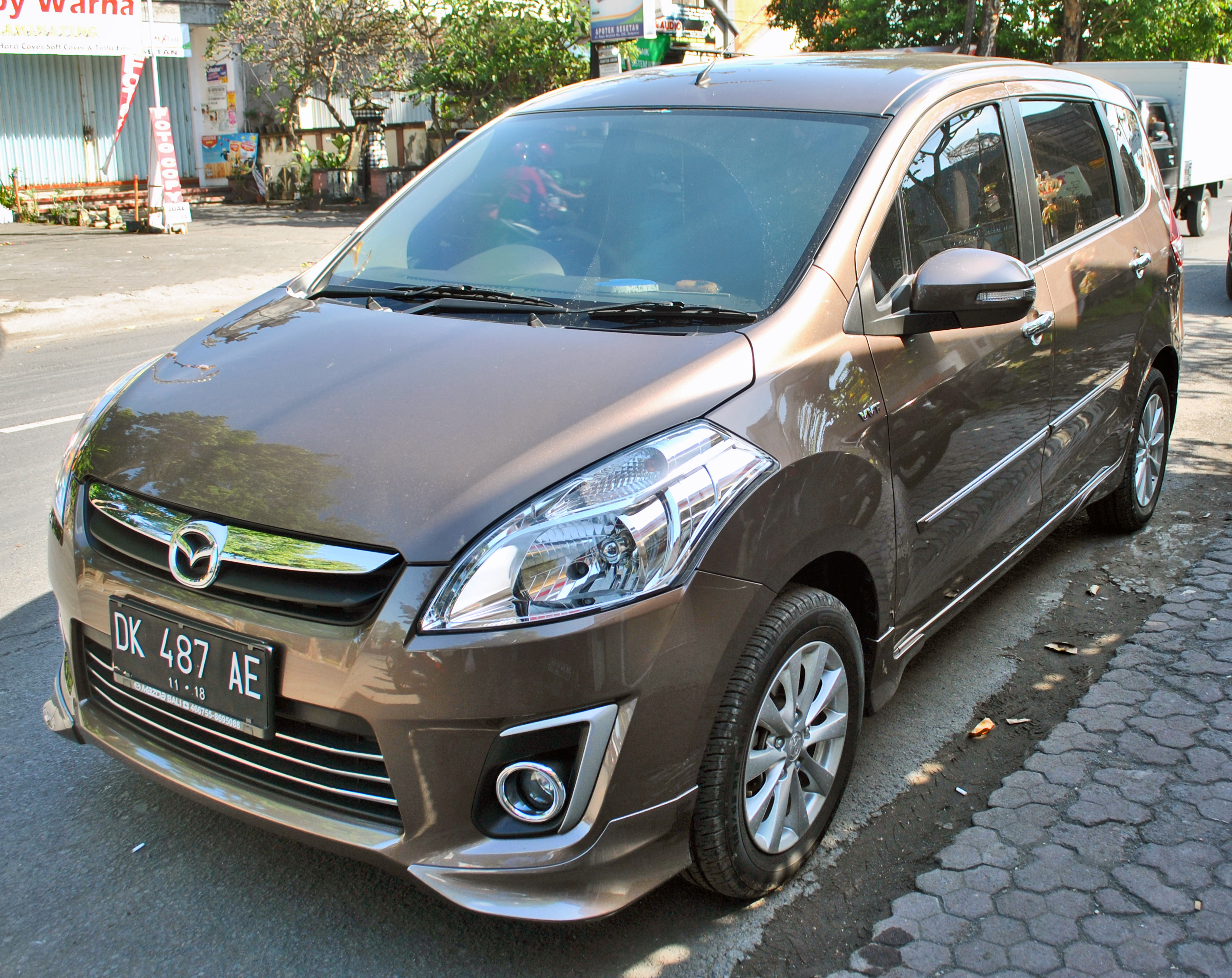
2013 Mazda VX-1 R (ZG81S; до рестайлінгу, Індонезія)

### Рестайлінг
20 серпня 2015 року оновлений Ertiga був представлений на 23-му міжнародному автосалоні Gaikindo в Індонезії. Зміни включають ширшу решітку радіатора, оновлені бампери для всіх рівнів комплектації та нове оздоблення багажника, ексклюзивне для рівнів комплектації GL і GX. Оновлений Ertiga був представлений в Індії 16 жовтня 2015 року. Разом із дизельними варіантами оновлена Ertiga оснащена технологією м’якого гібрида від Suzuki, яка називається SHVS або Smart Hybrid Vehicle від Suzuki.

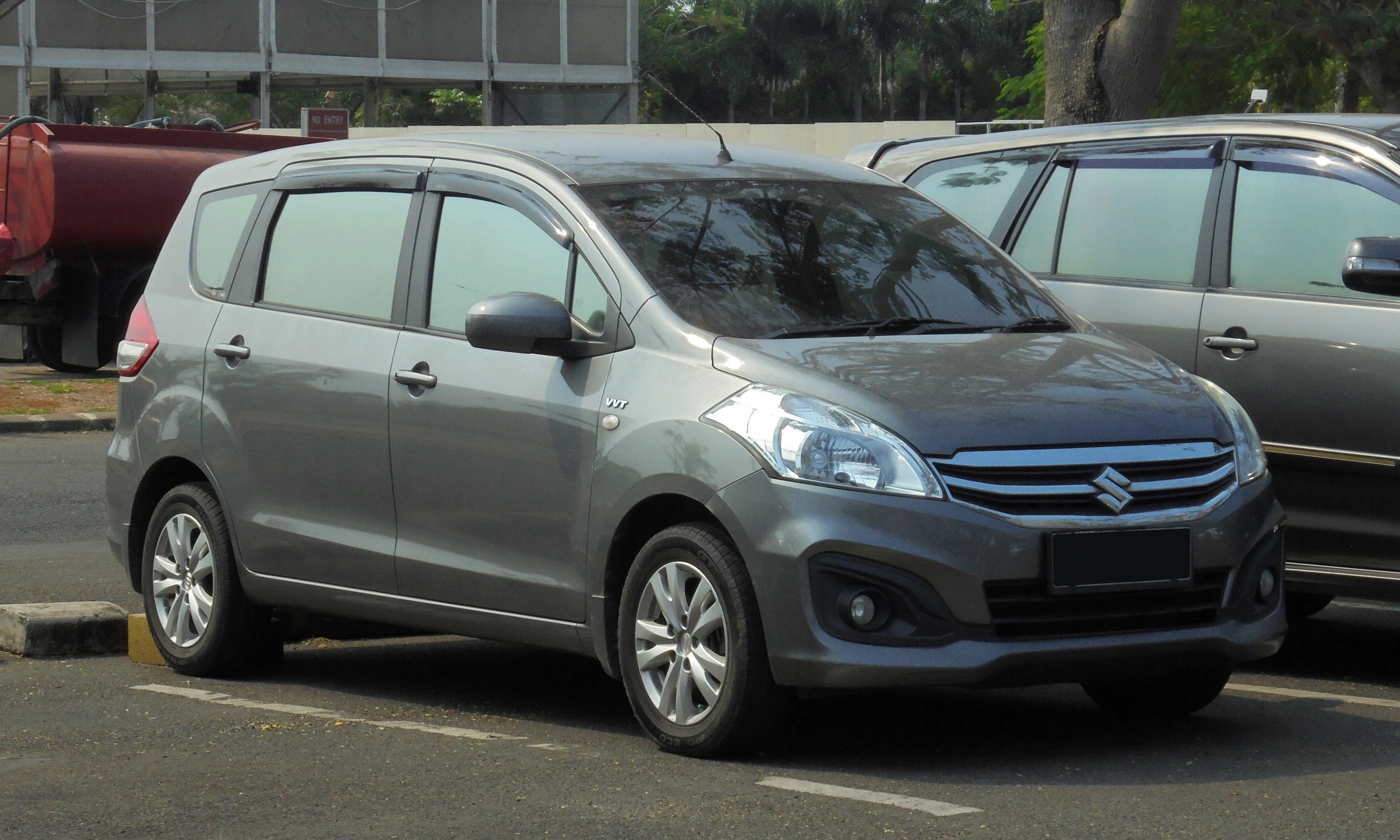
2016 Ertiga GL (рестайлінг, Індонезія)
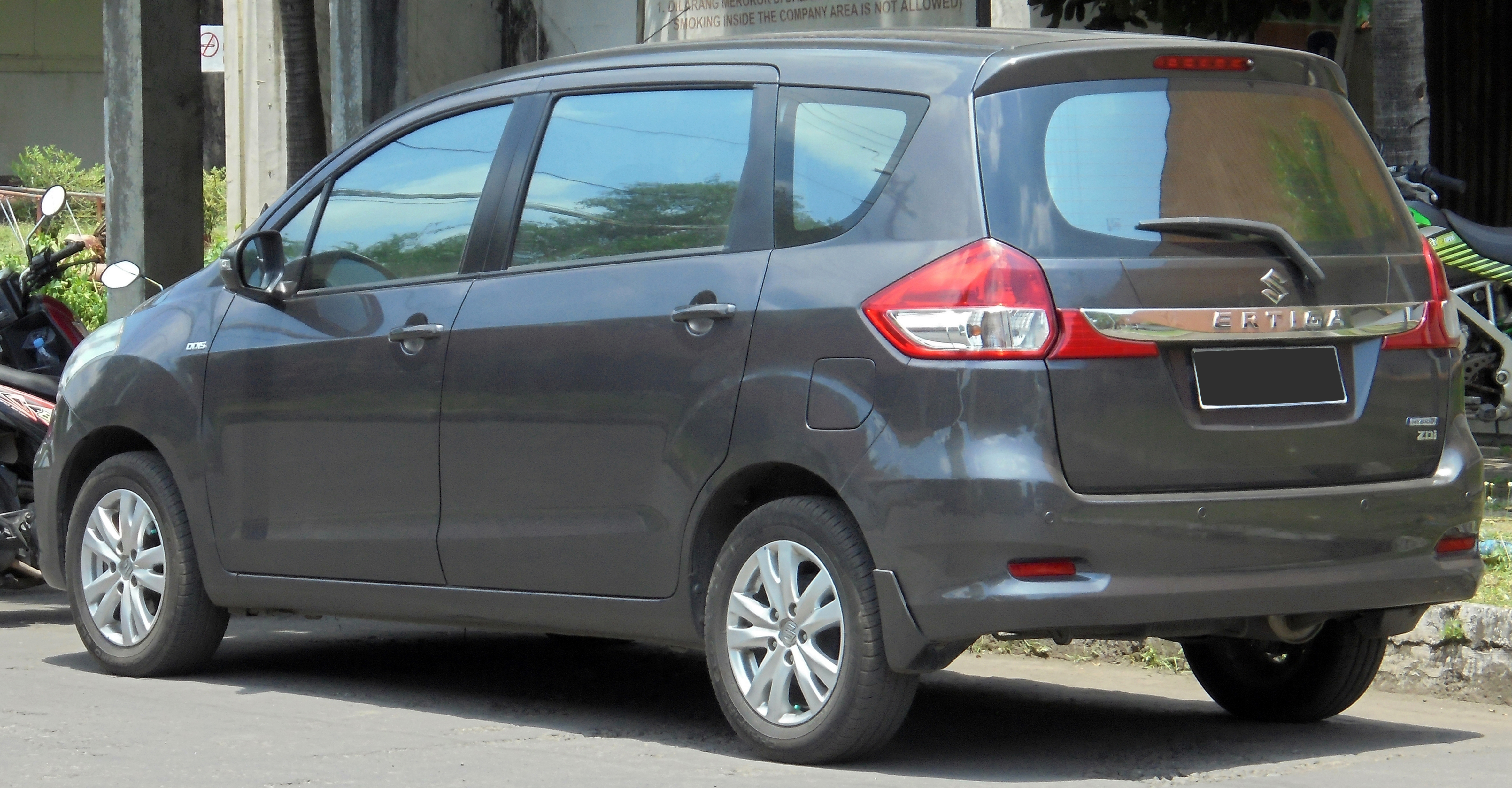
2017 Ertiga Hybrid ZDi (рестайлінг, Індонезія)

#### Ertiga Dreza
8 січня 2016 року Suzuki випустила флагманський варіант Ertiga під назвою Dreza. Він отримав іншу передню панель від звичайних варіантів, інший дизайн коліс і певний варіант кольору. Інтер’єр отримав іншу оббивку сидінь, дерев’яну панель на панелі приладів і 9-дюймову сенсорну аудіосистему Android.   

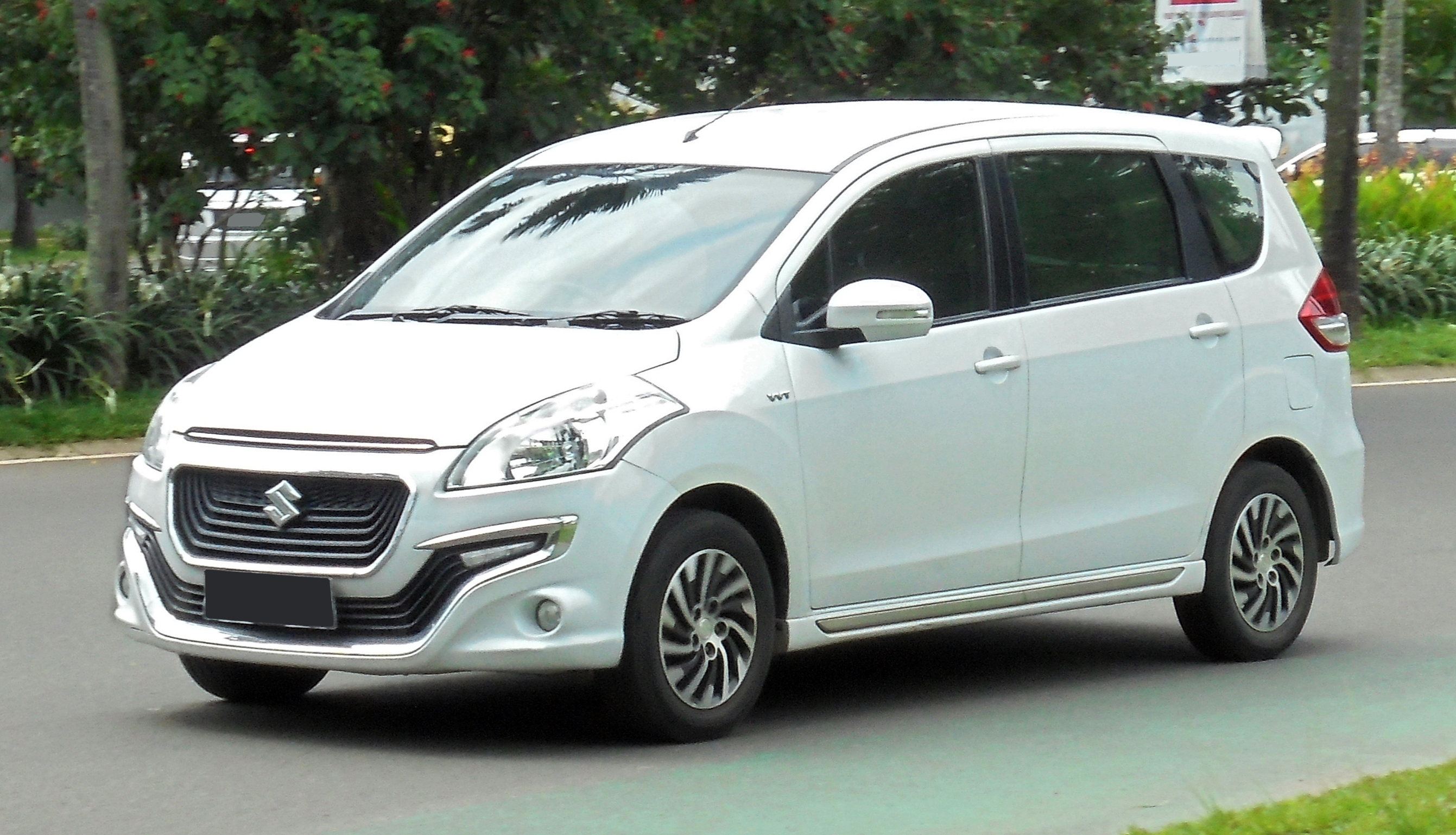
2017 Ertiga Dreza GS (Індонезія)
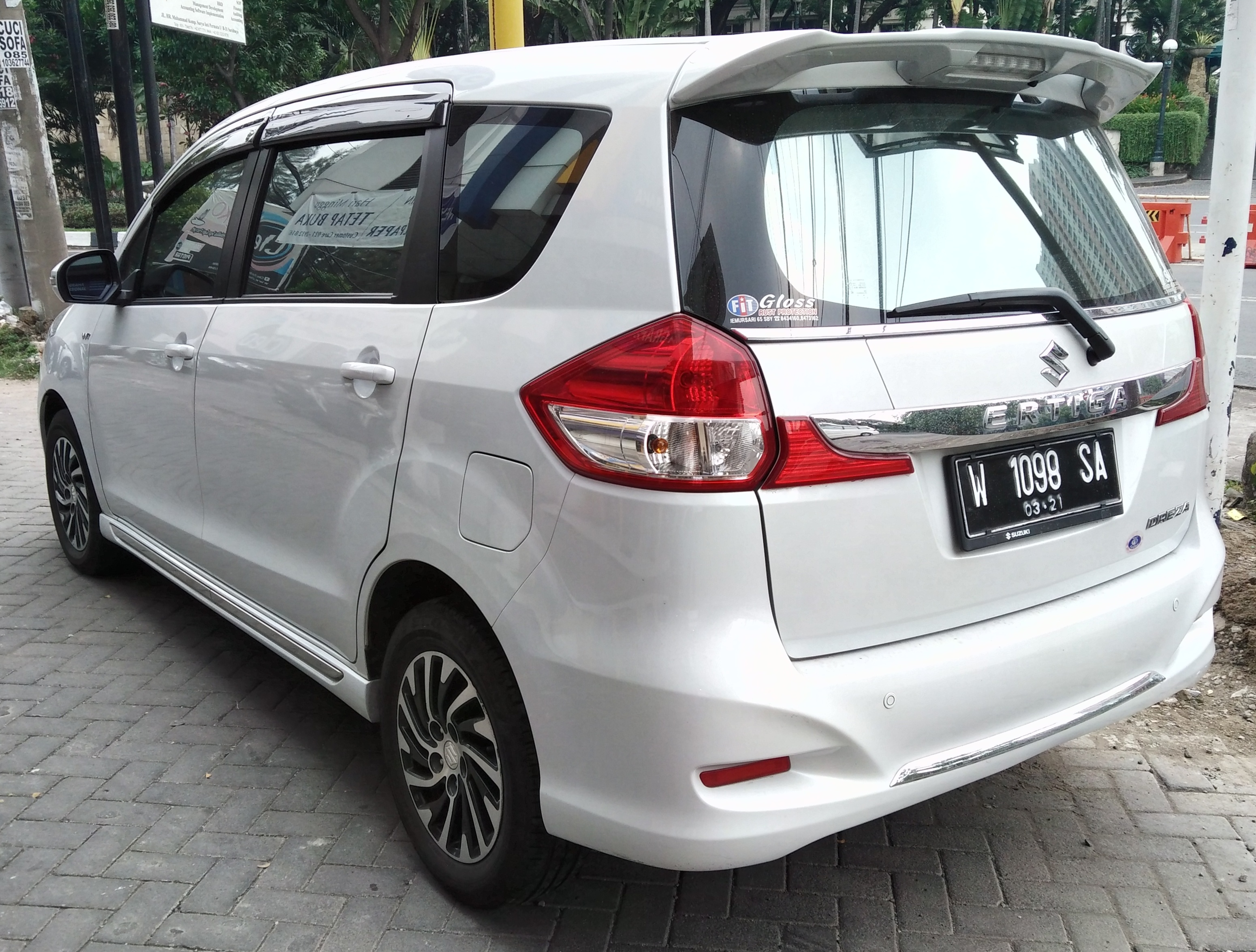
2016 Ertiga Dreza GS (Індонезія)

### Proton Ertiga

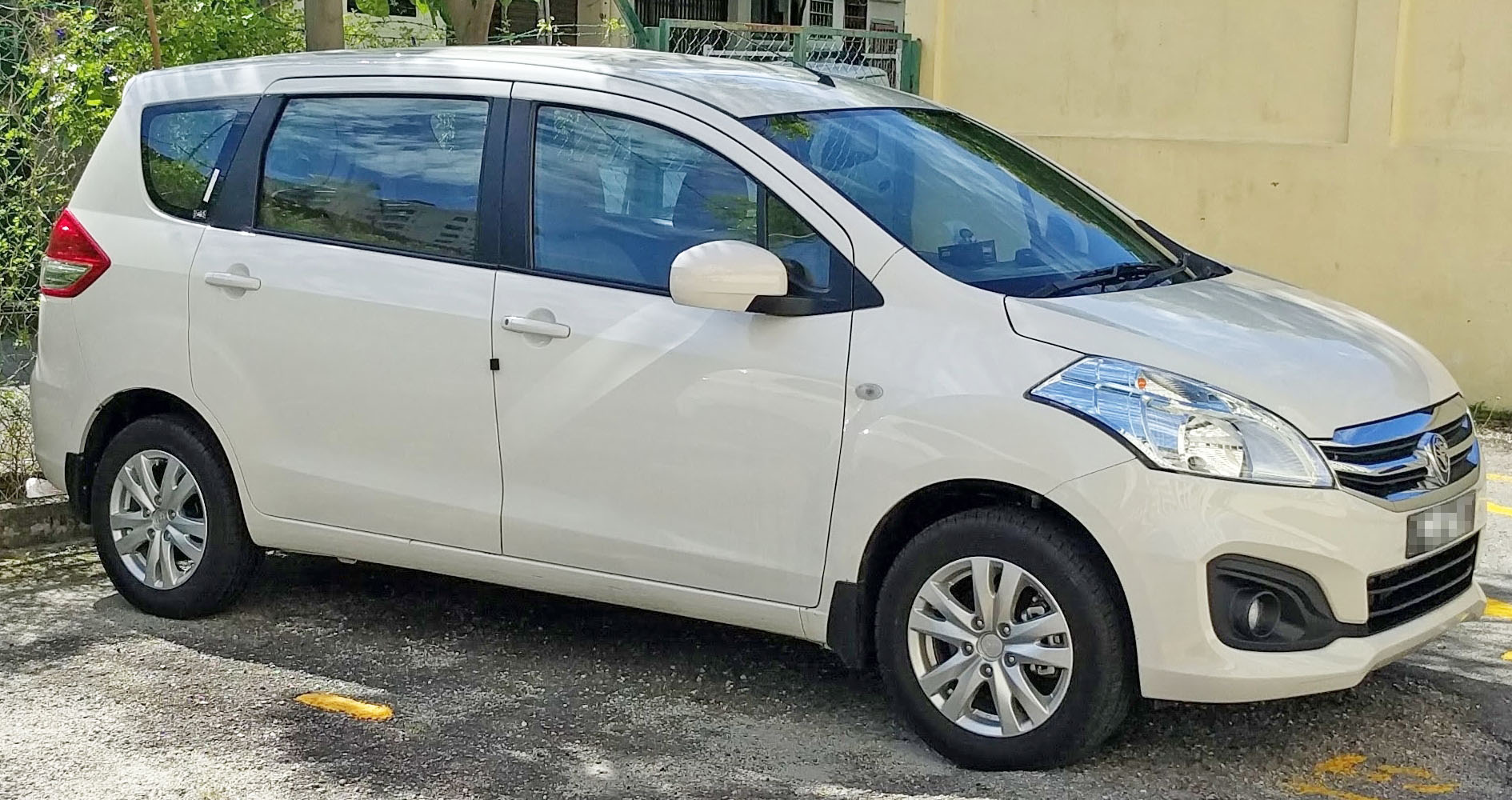
2017 Proton Ertiga (Малайзія)

Proton Ertiga — це ребеджингова версія Ertiga для ринку Малайзії компанії Proton. Він був запущений 24 листопада 2016 року на прес-конференції в конференц-центрі Setia City, Setia Alam, Selangor.  Це четверта модель Proton, яка буде представлена протягом шести місяців.  Це перший у Малайзії мінівен, який відповідає малайзійському стандарту викидів EEV. У ньому можуть розміститися до семи осіб, але оскільки середнє сидіння середнього ряду має лише поясний ремінь, його класифікують як шестимісний із конфігурацією 2-2-2. Він використовує той самий 1,4-літровий бензиновий двигун, що й Suzuki Ertiga.
Ertiga було оновлено в серпні 2018 року. Тепер він відомий як Ertiga Xtra. Варіант Executive Plus AT було замінено на Premium AT. Серед змін — темніша оббивка сидінь і 7-дюймовий сенсорний головний пристрій.  
Як і у випадку з випуском другого покоління Ertiga під брендом Suzuki, майбутнє виробництва Ertiga під брендом Proton стає непередбачуваним. У вересні 2019 року Proton Ertiga було знято з виробництва.

## Друге покоління (NC; 2018)

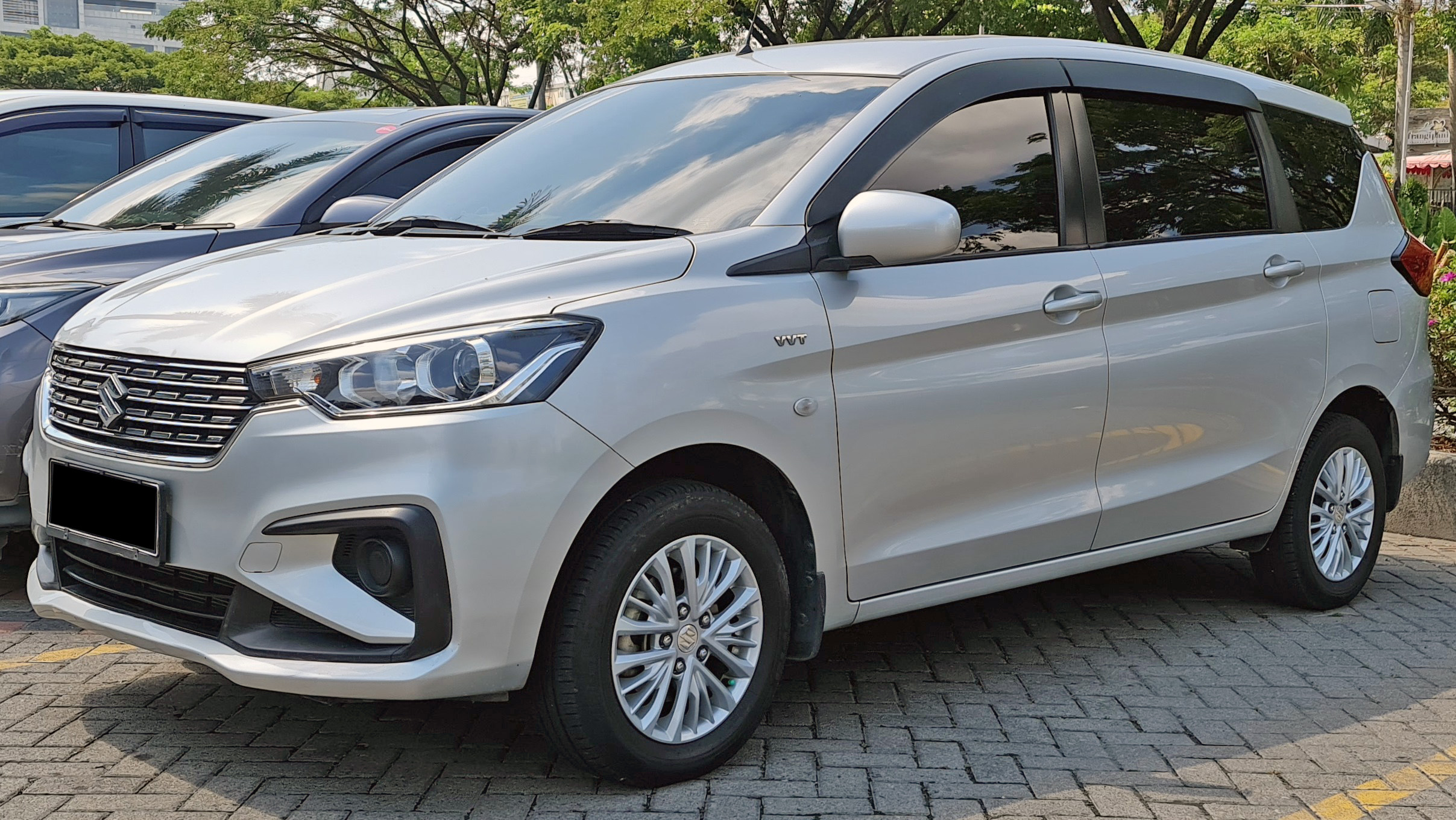

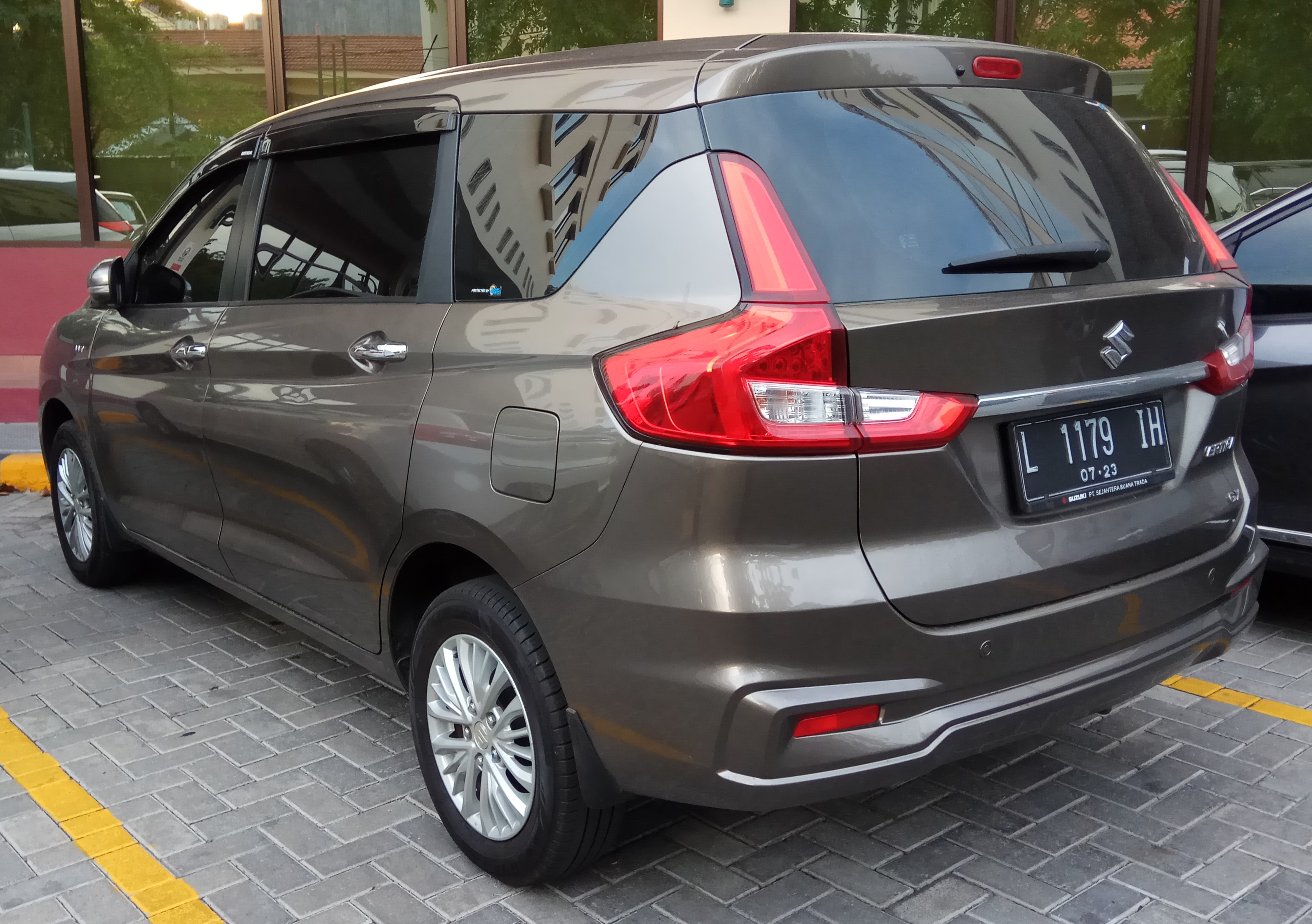

Друге покоління Ertiga було представлено на 26-му Індонезійському міжнародному автосалоні в Джакарті 19 квітня 2018 року. 
Він побудований на платформі HEARTECT, розробкою керує головний інженер Сатоші Касахара.  Це покоління на 130 мм довше, на 40 мм ширше і на 5 мм вище попередньої моделі. Двигун також замінений на більший 1,5-літровий агрегат як для бензинових, так і для дизельних варіантів.
Індійська версія Ertiga експортується до Південної Азії, Африки та Близького Сходу, тоді як індонезійська версія експортується до Південно-Східної Азії, островів Тихого океану, Мексики, Карибського басейну та Латинської Америки. Він також продовжує збиратися в М'янмі для місцевого ринку.
Оновлена модель з’явилася у квітні 2022 року. Екстер'єр та інтер'єр зазнали невеликих оновлень. Залежно від ринку двигун, трансмісія, функції безпеки та зручності також покращуються.

### Галерея

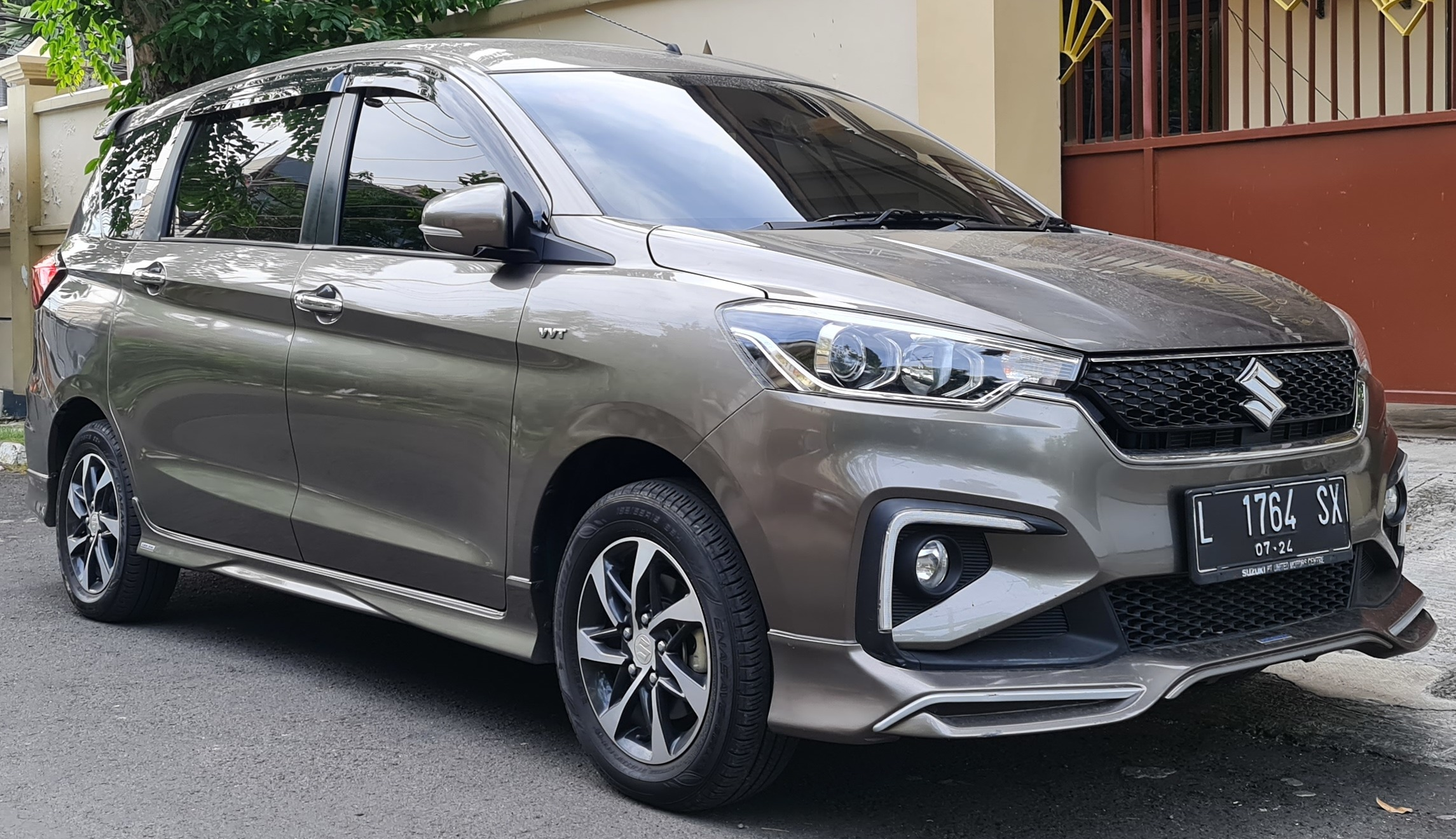
2019 Ertiga Suzuki Sport (Індонезія)
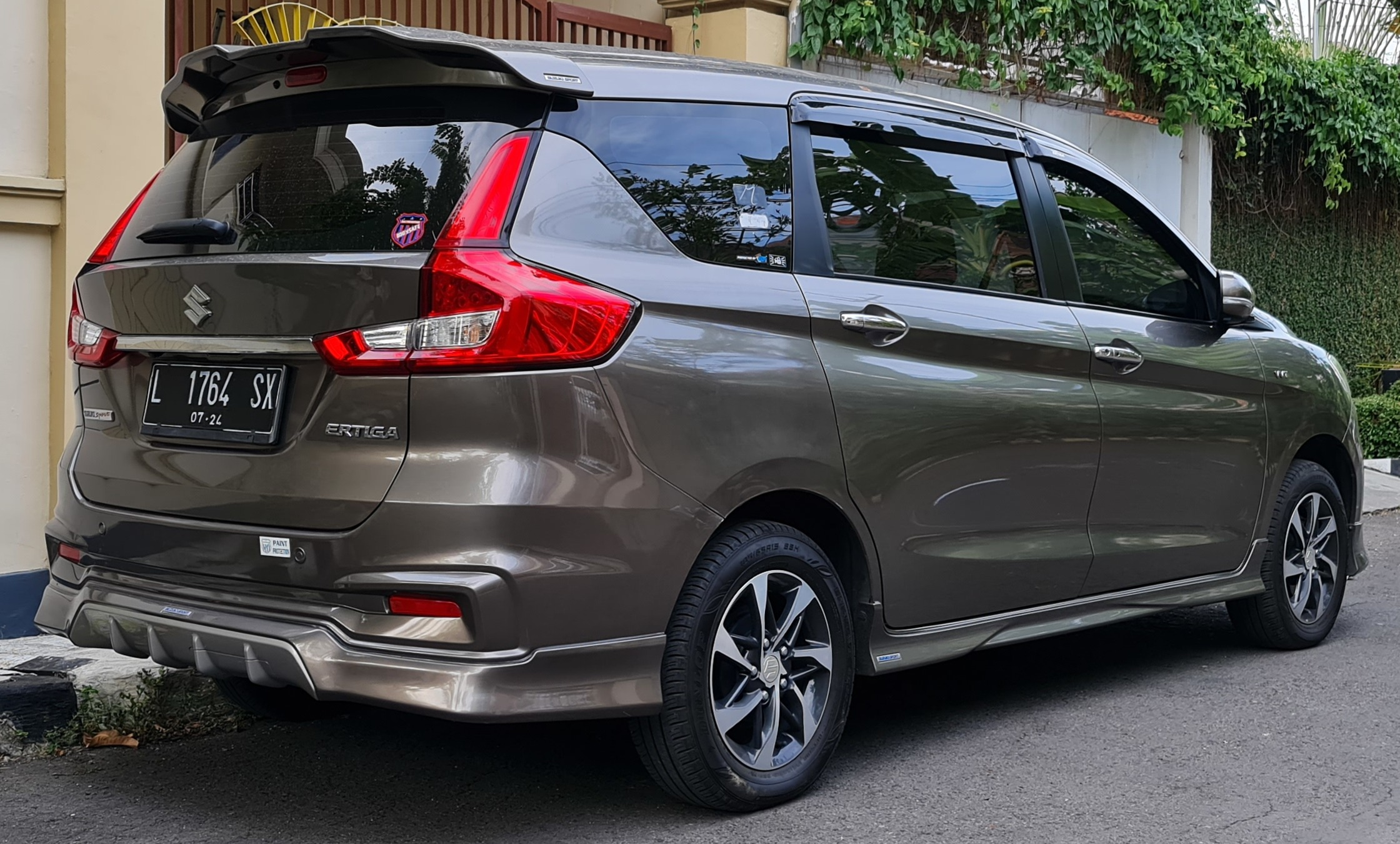
2019 Ertiga Suzuki Sport (Індонезія)
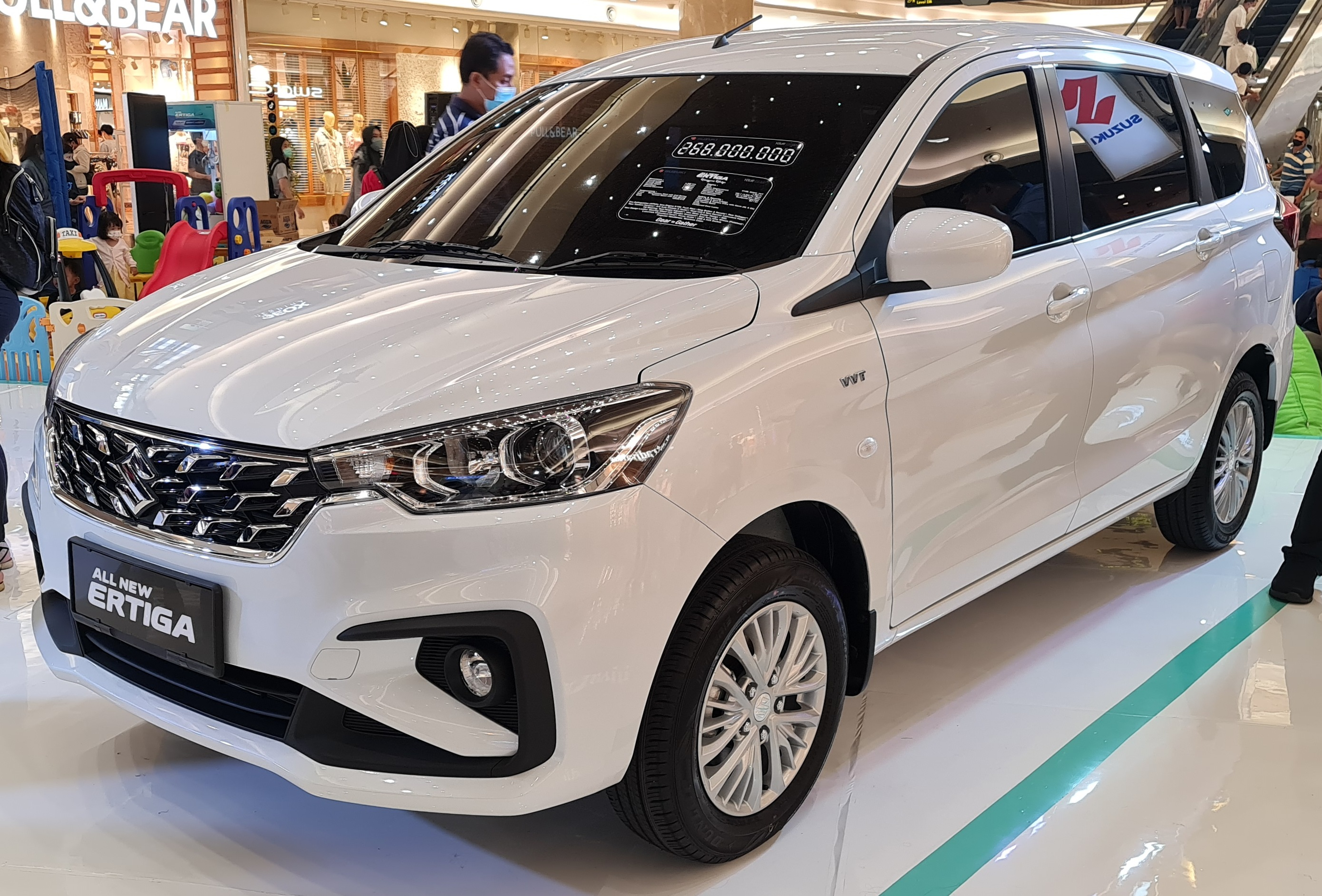
2022 Ertiga GL (рестайлінг, Індонезія)
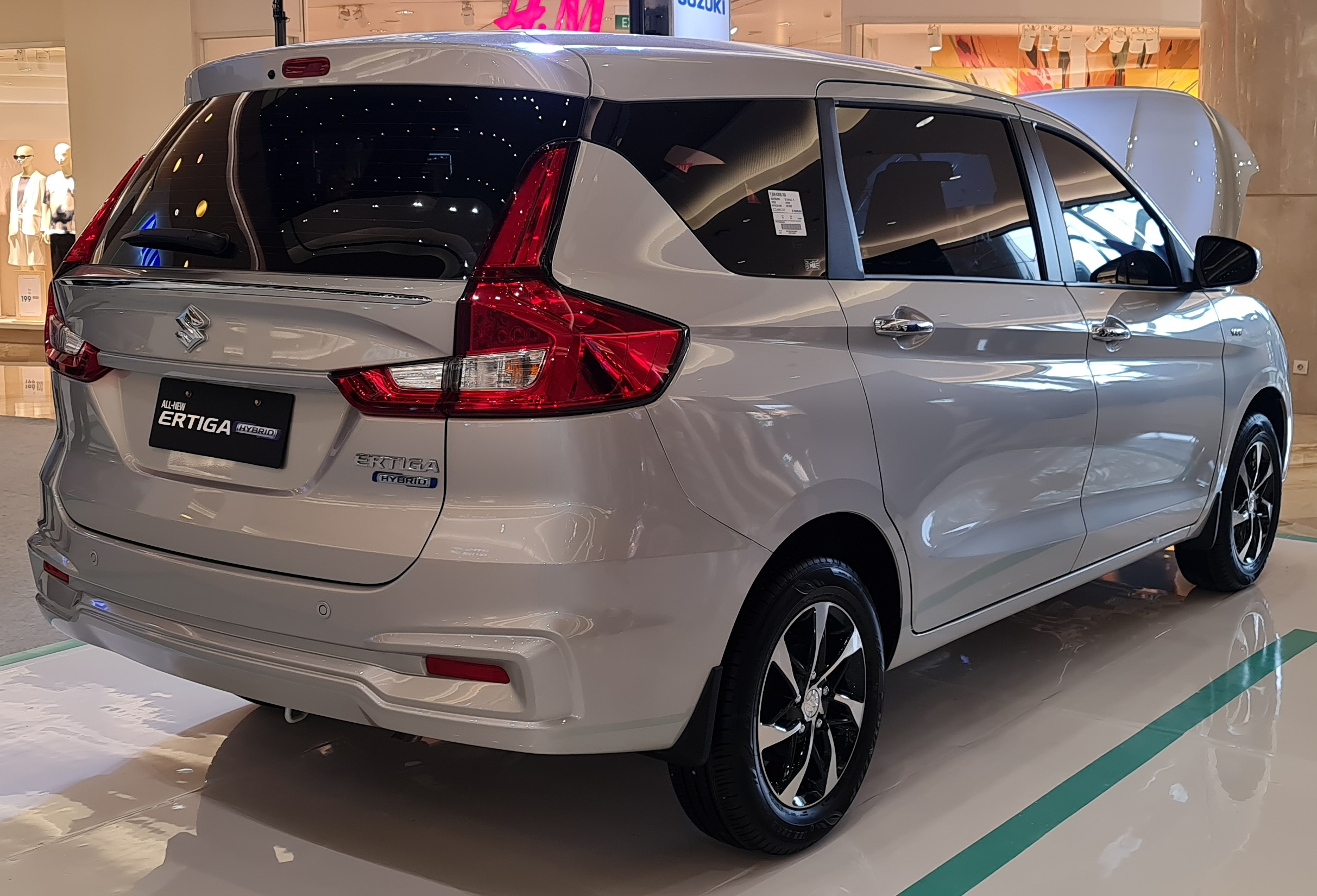
2022 Ertiga Hybrid GX (рестайлінг, Індонезія)
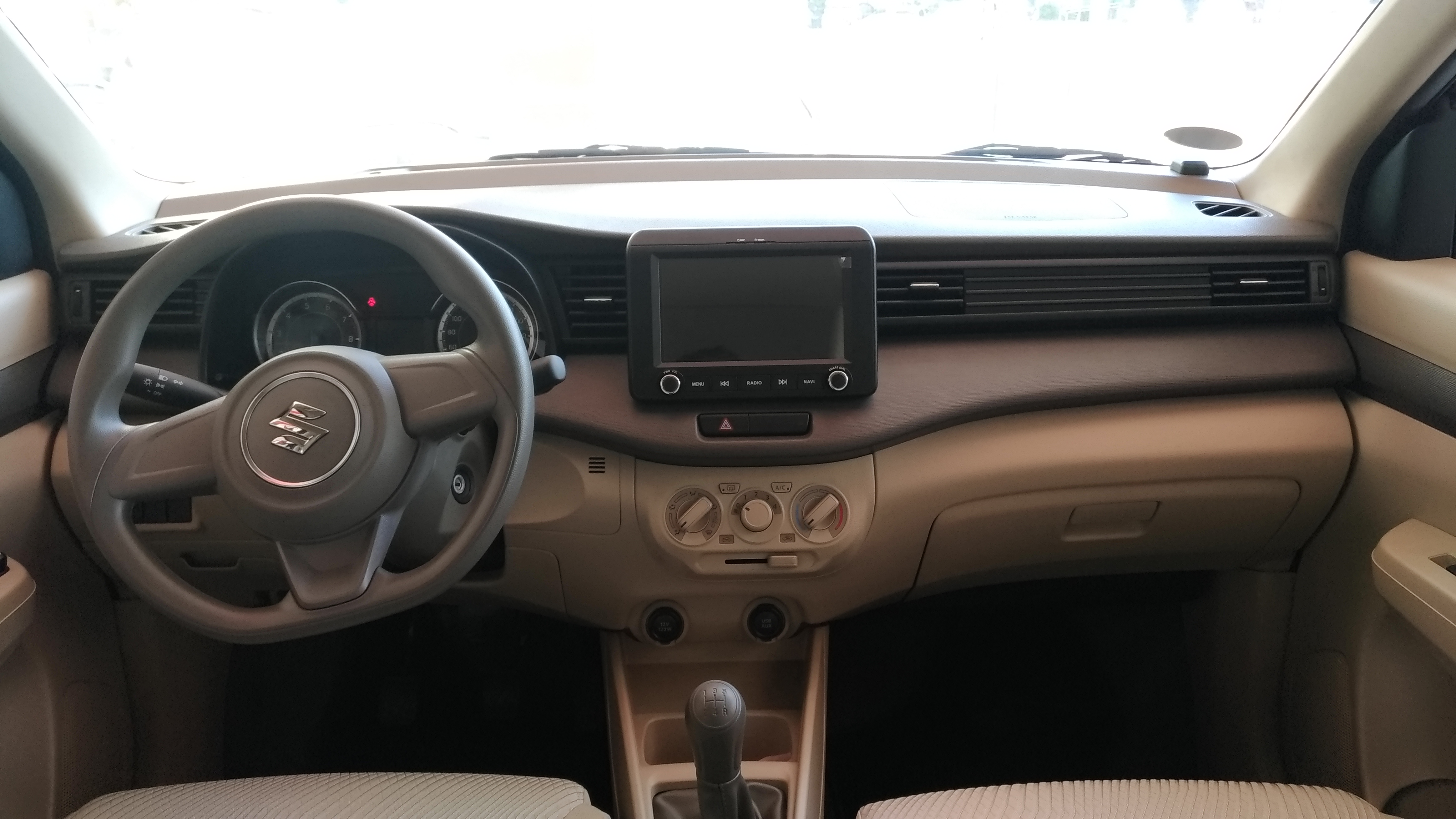
Інтер'єр (Філіппіни)

### Toyota Rumion
Друге покоління Ertiga, виготовлене в Індії, перейменовується та продається Toyota як Toyota Rumion, яка пропонується як модель MPV початкового рівня в різних африканських країнах. Шильдик «Rumion» раніше використовувався для японського ринку для хетчбеку Corolla Rumion. Він дебютував у жовтні 2021 року в Південній Африці, де модель пропонується в комплектаціях S, SX і TX.   Він також був представлений в Єгипті в січні 2022 року. 

Оновлений Rumion з диференційованою передньою панеллю від Ertiga був представлений 7 липня 2023 року.  Ця модель також продається в Індії з 10 серпня 2023 року. 

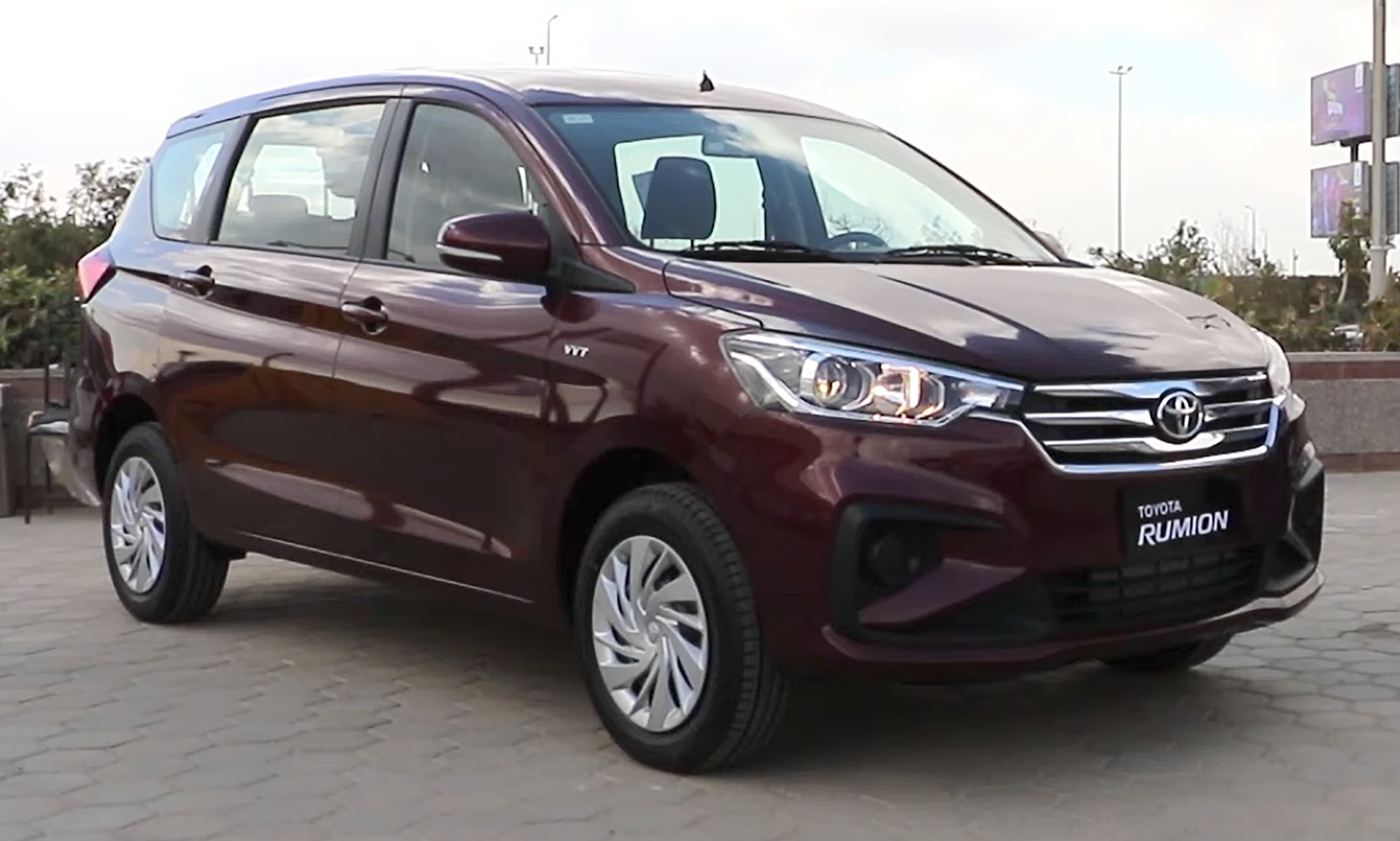
2022 Toyota Rumion (Єгипет, до фейсліфтінгу)
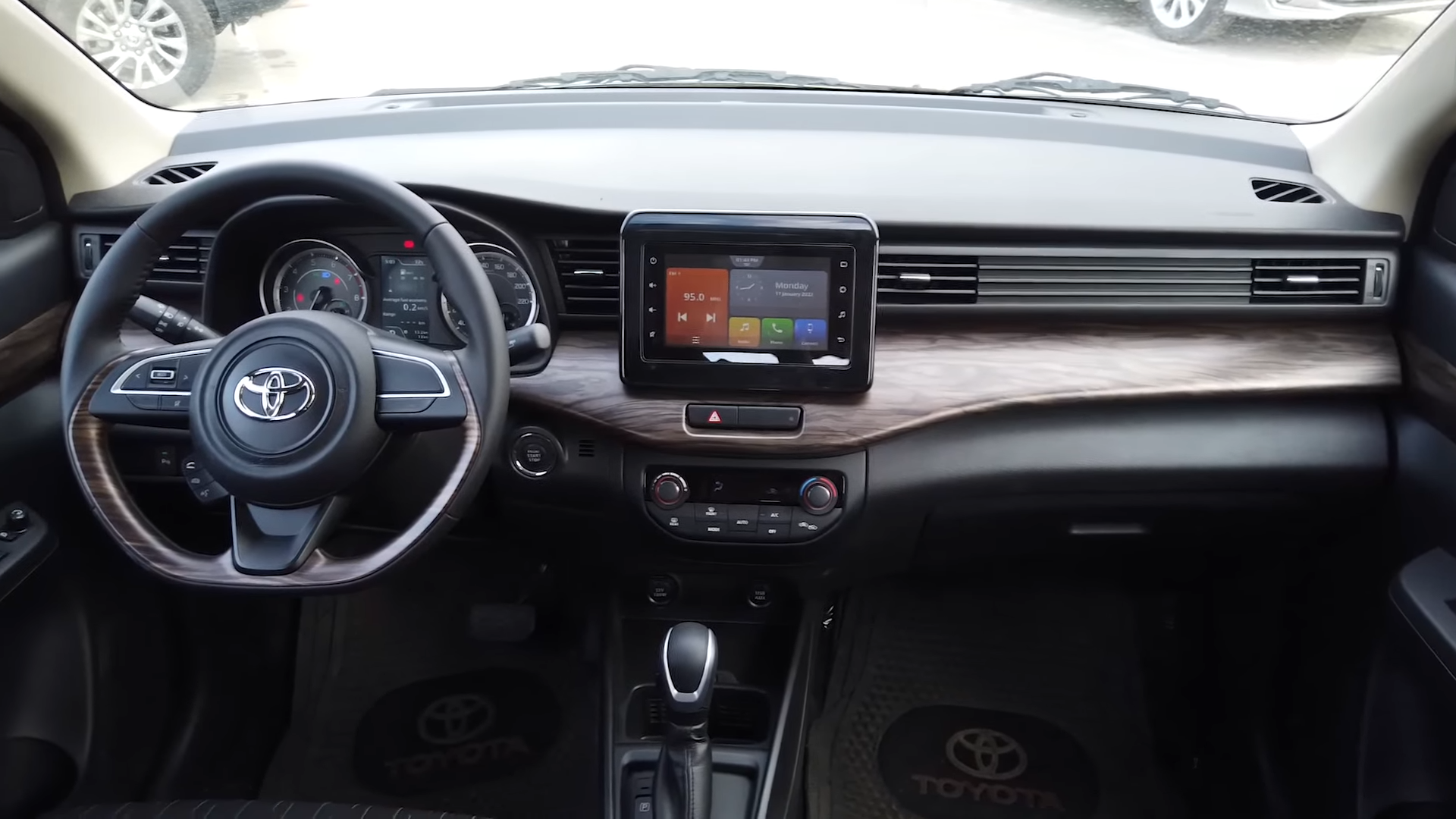
Інтер'єр

### XL6/XL7
Suzuki XL6 в Індії, Непалі, Бангладеш, Бутані та Африці, Suzuki XL7 в інших країнах і Suzuki Ertiga XL7 в Мексиці — це кросовер, похідний від Ertiga другого покоління. 
Його розробкою керував головний інженер Масаюкі Ішівата. За словами Suzuki, XL6/XL7 має понад 200 відмінностей у компонентах від звичайної Ertiga. 
Окрім змін зовнішнього вигляду, іншими компонентами були модуль керування двигуном, модуль керування кузовом, перероблена форма паливного баку для кращого центру ваги та переналаштована підвіска. XL6 та XL7 розшифровуються як «Extra Large 6-seater/7-seater».

### Галерея

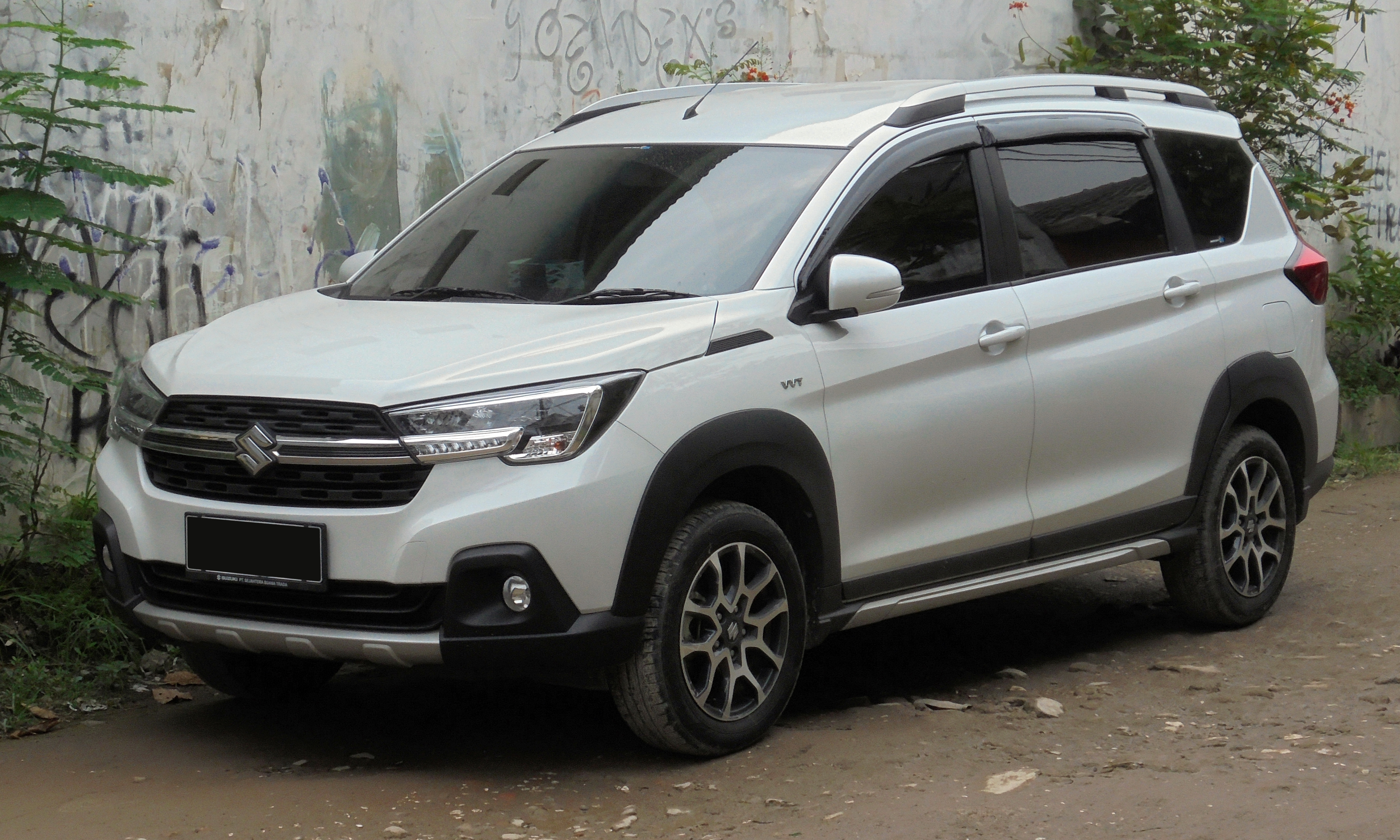
2020 XL7 Zeta (Індонезія, до рестайлінгу)
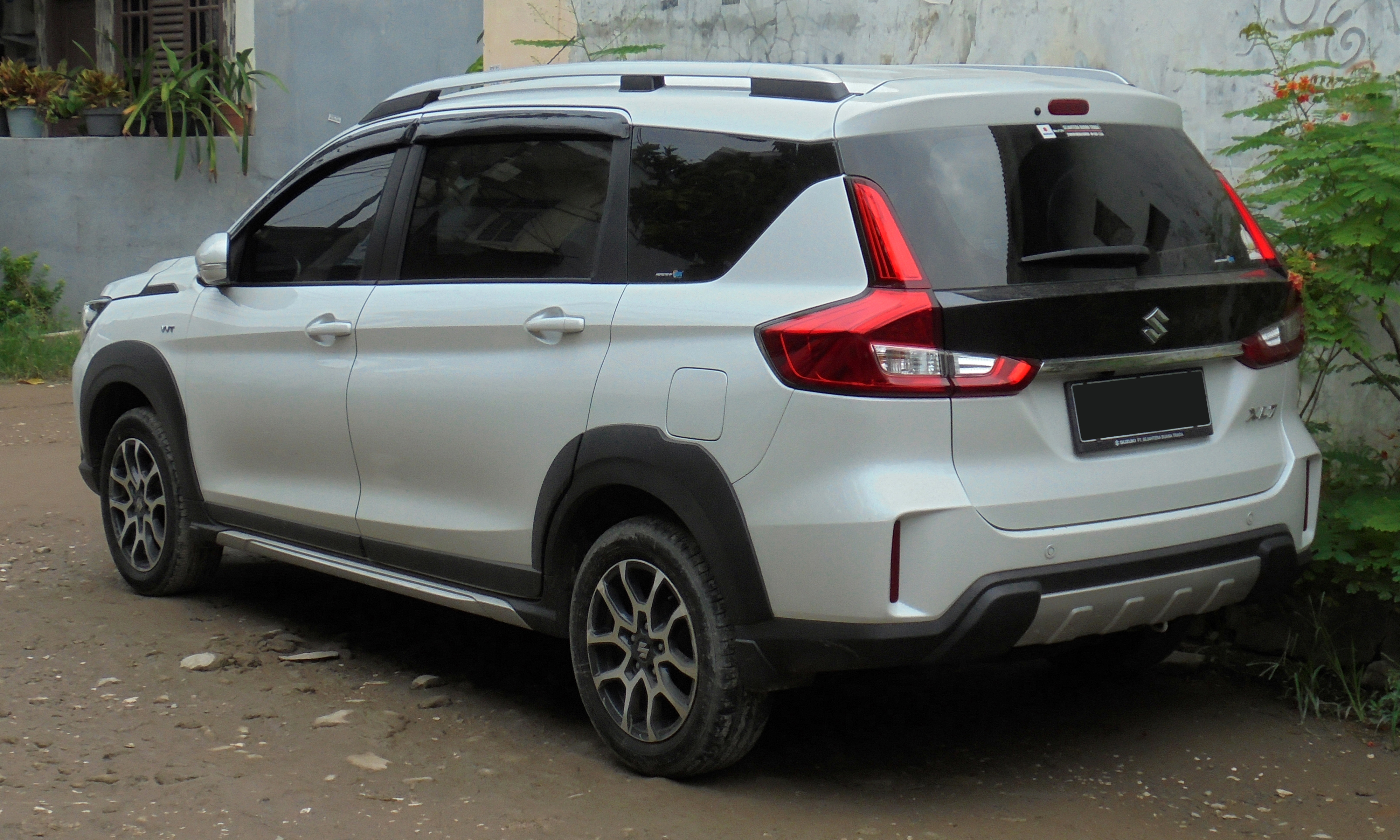
2020 XL7 Zeta (Індонезія, до рестайлінгу)
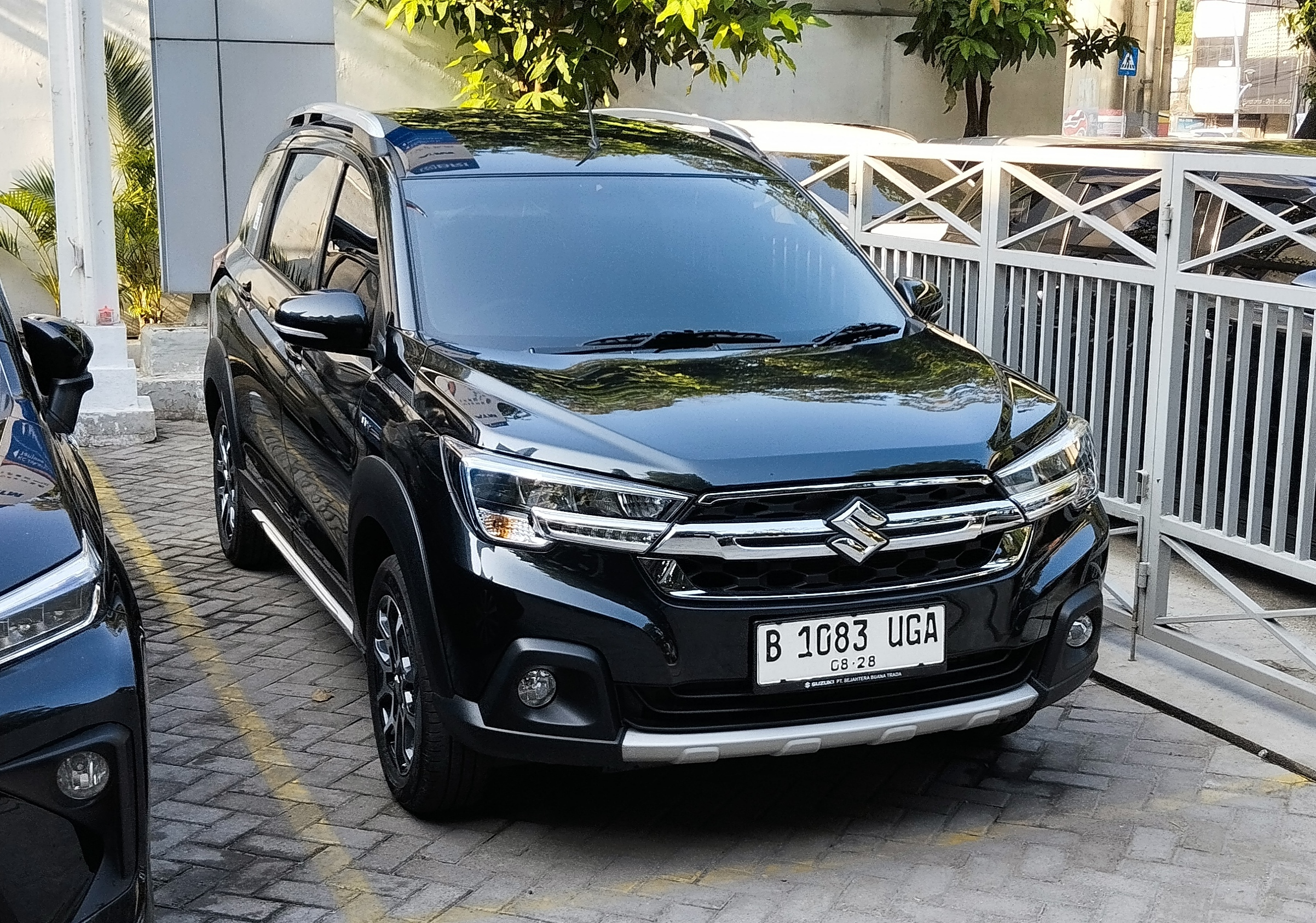
2023 XL7 Zeta (Індонезія, рестайлінг), оновлений стиль XL6
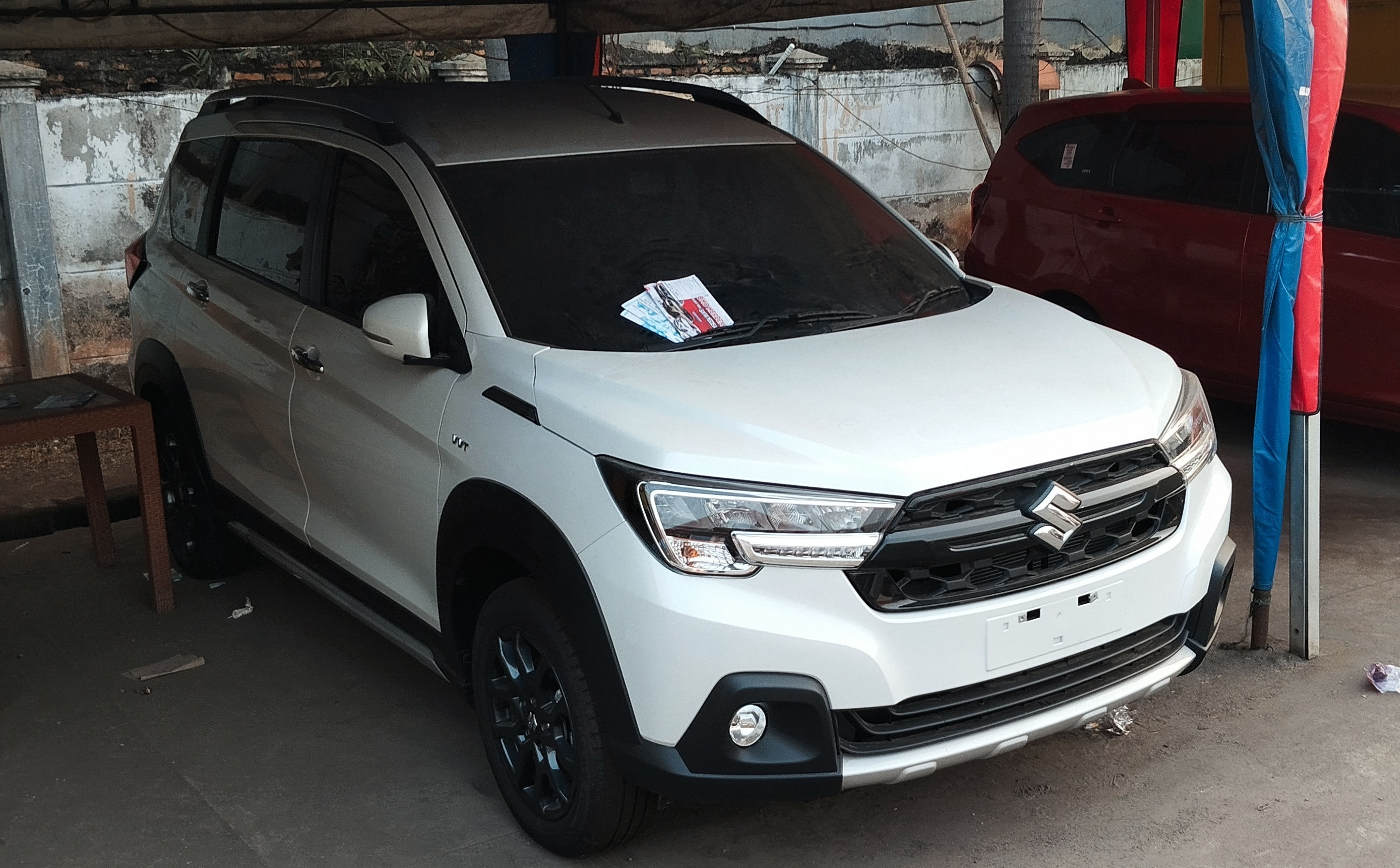
2023 XL7 Beta Hybrid (Індонезія, рестайлінг)
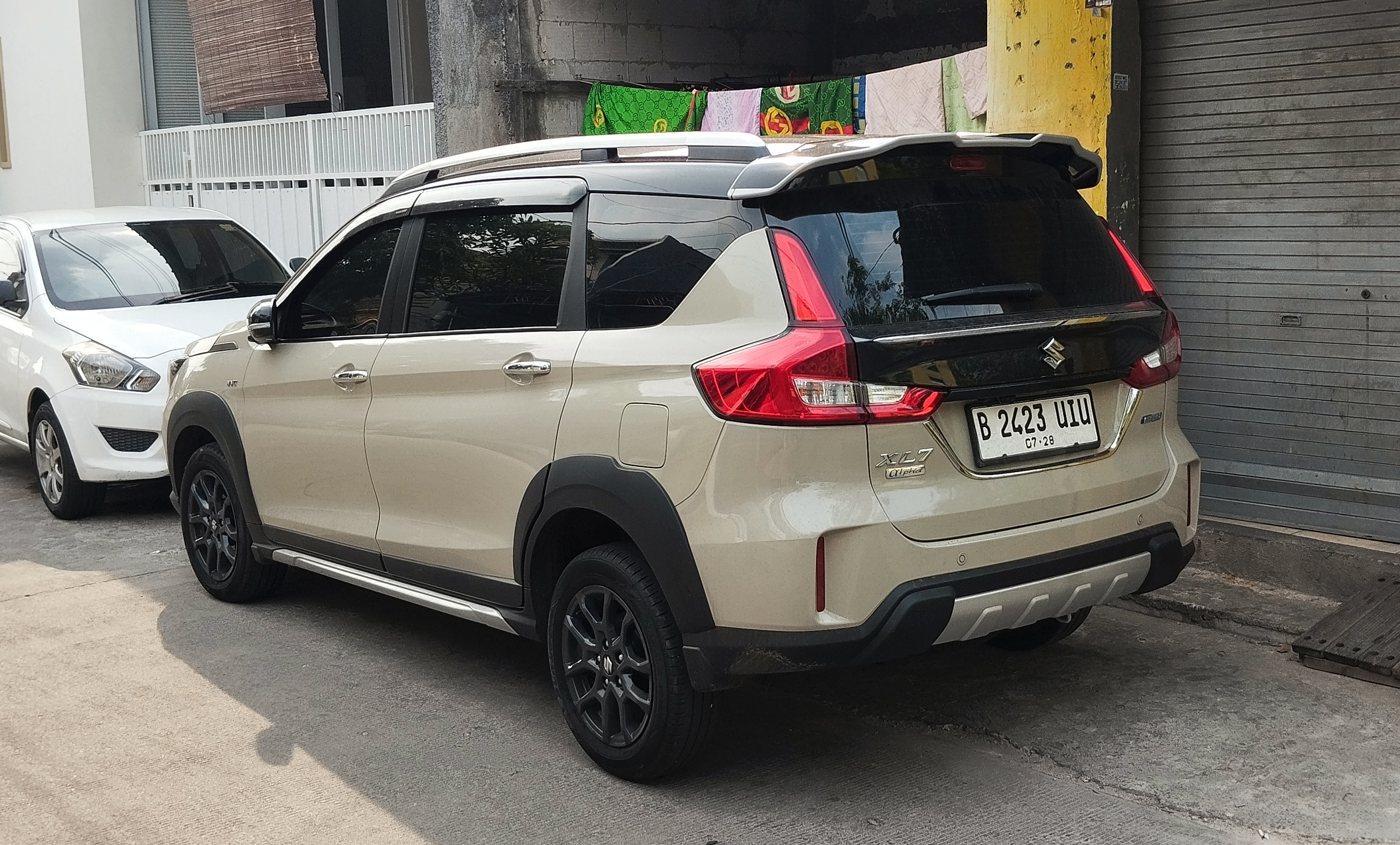
2023 XL7 Alpha Hybrid (Індонезія, рестайлінг)
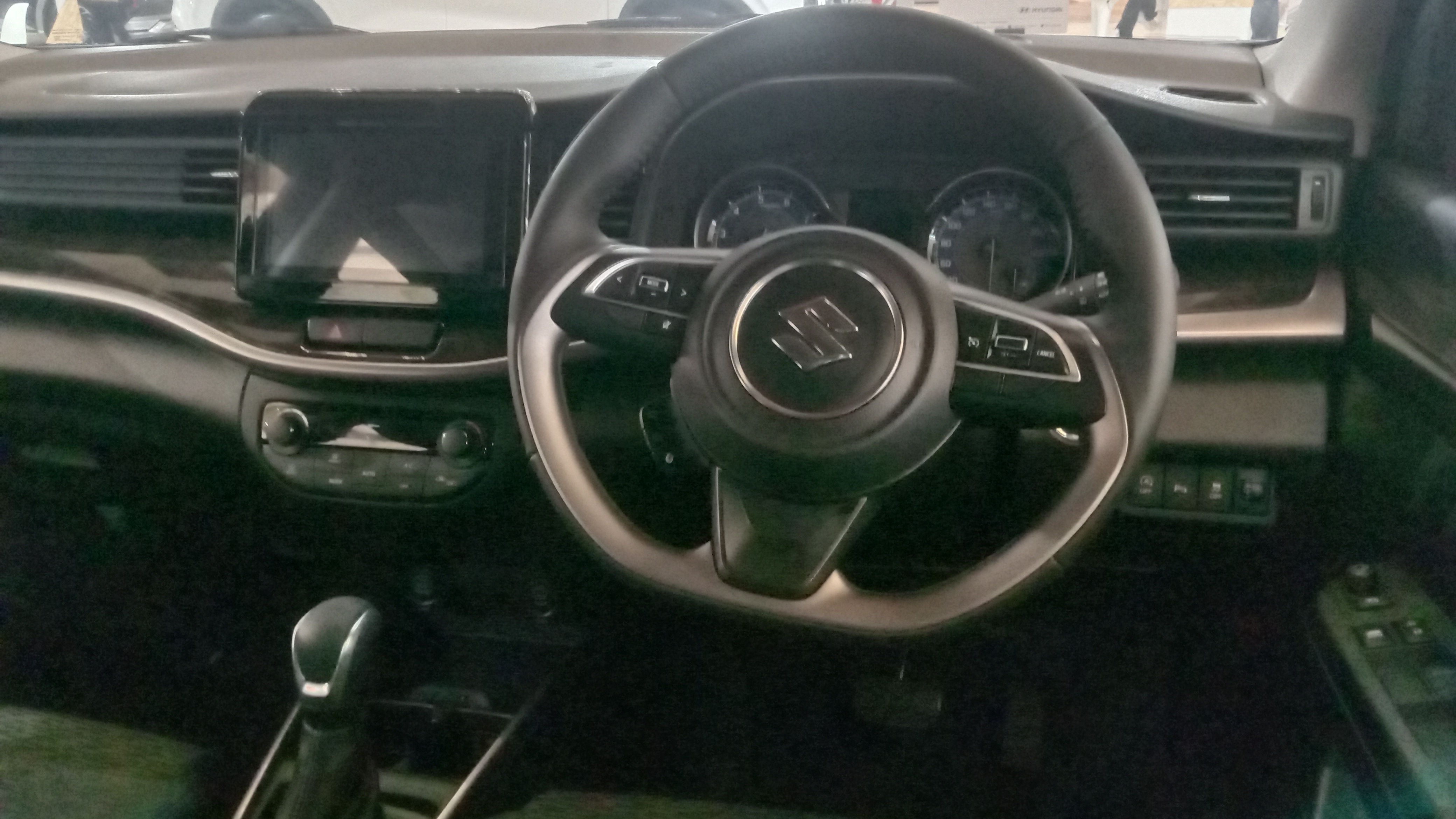
Інтер'єр

## Продажі

### Ertiga
| Рік  | Індія   | Індонезія | Мексика | Філіппіни | Південна Африка | Таїланд | В’єтнам |
| ---- | ------- | --------- | ------- | --------- | --------------- | ------- | ------- |
| 2012 | 57,825  | 34,074    |         |           |                 |         |         |
| 2013 | 62,219  | 63,318    |         |           |                 |         |         |
| 2014 | 61,153  | 47,015    | 1,538   |           |                 |         |         |
| 2015 | 60,194  | 30,963    | 966     |           |                 |         |         |
| 2016 | 63,850  | 32,119    | 900     |           |                 |         |         |
| 2017 | 68,354  | 35,338    | 774     | 450       |                 |         |         |
| 2018 | 56,408  | 32,592    | 497     | 27        |                 |         |         |
| 2019 | 95,901  | 24,549    | 6,246   | 3,599     | 2,297           |         |         |
| 2020 | 80,677  | 7,516     | 5,781   | 3,750     | 3,232           |         |         |
| 2021 | 114,408 | 11,410    | 7,487   | 3,054     | 2,279           | 1,003   | 1,198   |
| 2022 | 133,454 | 11,169    | 7,152   |           | 2,815           | 582     | 879     |
| 2023 | 129,968 | 9,238     | 8,162   |           | 5,150           | 388     | 1,101   |

### XL6/XL7
| рік      | Індія  | Індонезія | Філіппіни | В'єтнам | Таїланд |
| -------- | ------ | --------- | --------- | ------- | ------- |
| 2019 рік | 15 240 |           |           |         |         |
| 2020 рік | 23 508 | 9827      | 903       | 4433    | 1098    |
| 2021 рік | 33 902 | 16 090    | 1225      | 5175    | 3485    |
| 2022 рік | 38 368 | 15 998    |           | 6526    | 1925    |
| 2023 рік | 38 826 | 15 183    |           | 2526    | 769     |

### Proton Ertiga
| рік      | Малайзія |
| -------- | -------- |
| 2016 рік | 335      |
| 2017 рік | 6,091    |
| 2018 рік | 5,051    |
| 2019 рік | 272      |